# مارتن ديفيز (تنس)
مارتن ديفيز (بالإنجليزية: Martin Davis)‏ مواليد 15 نوفمبر 1958 في سان هوزيه، هو لاعب كرة مضرب أمريكي سابق بدأ مسيرته كمحترف سنة 1981 وكان يلعب باليد اليمنى، اعتزل اللعب في 1990. أعلى تصنيف له في الفردي كان المركز الـ 47 في سنة 1985. أعلى تصنيف له في الزوجي كان المركز الـ 29 في سنة 1988.

## روابط خارجية
- مارتن ديفيز على موقع رابطة محترفي التنس (الإنجليزية)
- مارتن ديفيز على موقع الاتحاد الدولي لكرة المضرب (الإنجليزية)
- مارتن ديفيز على موقع خلاصة التنس.كوم (الإنجليزية)